# Yu Suzuki
Yu Suzuki (em japonês: 鈴木 裕 Suzuki Yu, 10 de junho de 1958) é um famoso produtor de jogos para arcade/fliperama e vários sucessos da empresa japonesa Sega, às vezes também citado como a resposta da Sega a Shigeru Miyamoto, principal game designer da rival Nintendo.

## Carreira
Nascido e criado na prefeitura de Iwate, Japão, Suzuki se graduou em Ciência Eletrônica na Universidade de Ciências de Okayama.
Suzuki começou na Sega Enterprises em 1983 como um programador de jogos e no seu segundo ano criou um arcade de simulação chamado Hang-On. Depois de Hang-On, Suzuki lançou uma seqüência de sucessos como OutRun e After Burner II.
Em 1993, Suzuki lançou Virtua Fighter, um jogo de luta com gráficos 3D que imediatamente se tornou popular. A série Virtua Fighter mais tarde foi reconhecido pelo Smithsonian Institution (Instituto Smithsoniano) por sua contribuição à sociedade nos campos da arte e do entretenimento. E pela primeira vez na história da indústria japonesa de jogos, se tornou parte da coleção permanente de pesquisa do Instituto em inovação da tecnologia da informação e é preservado no Museu Nacional de História Americana em Washington, D.C.
Entre os jogos mais recentes de Suzuki está Shenmue para Sega Dreamcast que criou um estilo de RPG diferente do tradicional, com história, gráficos e sistemas de jogo além dos jogos então existentes. Se tornou conhecido também por ter sido o jogo de videogame com o custo de produção mais alto até então (estimado em 70 milhões de dólares).
Outro jogo famoso, desta vez para arcade, foi Ferrari F355 Challenge, um jogo de corrida criado em parceria com a própria Ferrari. O jogo chamou atenção não apenas entre os jogadores de videogames, como também da indústria automotiva, tendo sido levado pela própria fabricante a diversas feiras e eventos oficiais. O próprio Rubens Barrichello, então piloto da equipe de Fórmula 1 da empresa, teria dito que considerou a compra de um dos simuladores para praticar (Barrichello, que antes de chegar à F1, era um jogador regular de Virtua Racing, outro jogo de Yu Suzuki).
Em 2003, Suzuki se tornou a sexta pessoa a ser indicada à Academy of Interactive Arts and Sciences' Hall of Fame (Hall da Fama da Academia de Artes e Ciências Interativas).

## Principais Jogos
| Jogo                         | Ano de lançamento | Plataforma                  | Função   |
| ---------------------------- | ----------------- | --------------------------- | -------- |
| Shenmue III                  | 2018              | Playstation 4 / PC          | Produtor |
| Psy-Phi                      | 2006              | Sega Lindbergh              | Produtor |
| OutRun 2                     | 2003              | Sega Chihiro                | Produtor |
| Virtua Fighter 4 Final Tuned | 2003              | Sega NAOMI 2                | Produtor |
| Virtua Fighter 4 Evolution   | 2002              | Sega NAOMI 2                | Produtor |
| Virtua Fighter 4             | 2001              | Sega NAOMI 2                | Produtor |
| Propeller Arena (cancelado)  | 2001              | Sega Dreamcast              | Produtor |
| Shenmue II                   | 2001              | Sega Dreamcast / Xbox       | Produtor |
| Shenmue                      | 1999              | Sega Dreamcast              | Produtor |
| Ferrari F355 Challenge       | 1999              | Sega NAOMI                  | Produtor |
| Virtua Cop 2                 | 1995              | Sega Model 2                | Produtor |
| Virtua Fighter 2             | 1995              | Sega Model 2                | Produtor |
| Virtua Cop                   | 1994              | Sega Model 2                | Produtor |
| Virtua Fighter               | 1993              | Sega Model 1                | Director |
| Virtua Racing                | 1992              | Sega Model 1                | Produtor |
| Turbo Outrun                 | 1989              | Sega Out Run hardware       | Produtor |
| Power Drift                  | 1988              | Sega Y Board                | Produtor |
| After Burner II              | 1987              | Sega X Board                | Produtor |
| Super Hang-On                | 1986              | Sega Space Harrier hardware | Produtor |
| Out Run                      | 1986              | Sega Out Run hardware       | Produtor |
| Hang-On                      | 1985              | Sega Space Harrier hardware | Produtor |
| Space Harrier                | 1985              | Sega Space Harrier hardware | Produtor |
| Champion Pro Wrestling       | 1985              | Sega SG-1000 hardware       | Produtor |
| Champion Boxing              | 1984              | Sega SG-1000 hardware       | Produtor |